# 斐迪南·馬克西米利安 (巴登-巴登)

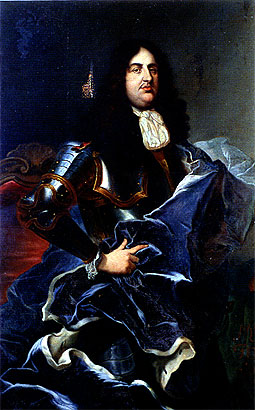

斐迪南·馬克西米利安（德語：Ferdinand Maximilian，1625年9月23日—1669年11月4日），巴登-巴登藩侯世子，藩侯威廉與妻子卡塔里娜·烏爾蘇拉的長子。

## 家庭
1653年，斐迪南·馬克西米利安與卡里尼亞諾親王托馬索·法蘭西斯科的女兒路易莎·克里斯蒂娜結婚，兩人的獨子即為日後的巴登-巴登藩侯路德維希·威廉。